# Теракт в Чехбехаре
Террористический акт в Чехбехаре (Иран) (перс. بمب گذاری در چابهار (۱۳۸۹)‎) произошёл 15 декабря 2010 года, погибли по меньшей мере 39 человек.

## Ход событий
Нападение было совершено на группу паломников в день Ашура (у шиитов день поминовения имама Хусейна, убитого в 680 году в Кербеле). Среди погибших были также женщины и дети.
Всего было два нападавших, один из них был арестован. Мусульмане-сунниты из террористической организации Джундалла взяли на себя ответственность за взрыв.

## Систан и Белуджистан
Систан и Белуджистан является одной из самых бедных провинций Ирана. Его местонахождение также делает его ключевым маршрутом в международной торговле наркотиками.